# علاج كهربي
العلاج الكهربي أو العلاج بالكهرباء أو المُعالجة بالكهرباء (بالإنجليزية: Electrotherapy)‏ هو استخدام الطاقة الكهربائية علاجًا طبيًا. في الطب يشير مصطلح العلاج الكهربي إلى مجموعة واسعة من العلاجات، بما في ذلك؛ استخدام الأجهزة الكهربائية مثل جهاز التحفيز العميق للدماغ للأمراض العصبية. كما تم استخدام هذ المصطلح في استخدام التيار الكهربائي لتسريع التئام الجروح. كما تم استعمال مصطلح العلاج الكهربي أو العلاج الكهرومغناطيسي لمجموعة من الأجهزة الطبية والعلاجات البديلة.
لم يوجد له أي تأثير للعلاج الكهربي في علاج كسور العظام.

## تاريخ العلاج
أول علاج طبي بالكهرباء كان في لندن يعود إلى عام 1767 في مستشفى ميدلسكس باستخدام جهاز خاص. بعد عشر سنوات فقط ظهر جهاز آخر في مستشفى سانت بارثولوميو. في وقت لاحق نشرت مستشفى غاي العديد من الحالات التي عولجت بالكهرباء والتي تعود إلى عام 1800.

## علاج السرطان
في مجال علاج السرطان، نُشرت دراسة عام 1959 في مجلة ساينس ذَكرت فيه أن التيار المستمر قام بتدمير كامل للورم عند 60% من المرضى.
وفي عام 1985 نشرت مجلة كانسر ريسيرش تقريراً ذُكر فيه أن 98% من الحيوانات انكمش فيها الورم باستخدام التيار المستمر لمدة خمسة أيام وبمعدل خمس ساعات يومياً.

## الاستخدام الحديث
على الرغم من أن العلاج الكهربائي يُسّرع من عملية التئام الجروح ويعالج أمراض أخرى، إلا أنه في عام 2000 وجد المجلس الطبي الهولندي أنه لا توجد أدلة كافية لفوائد هذا العلاج. ظهرت لاحقاً العديد من المنشورات التي يبدوا أنها تدعم فعالية العلاج، ولكن البيانات لا تزال قليلة .
جرت العديد من الأبحاث حول استخدام العلاج الكهربي، وقد تم قبوله كعلاج في مجال إعادة التأهيل، وتقر الجمعية الأمريكية للعلاج الطبيعي باستخدام العلاج الكهربي، وذلك في :
1. إدارة الألم
2. علاج الضعف العضلي العصبي
- تحسين قوة الأعصاب
- تحسين تدفق الدم المغذي للأعصاب.
- استعادة ضمور العضلات

3. تحسين مدى حركة المفاصل
- يدعم تمدد وانقباض الأنسجة المفصلية.

4.إصلاح الأنسجة
- يعزز دوران الأوعية الدقيقة و تَصنُع البروتين لعلاج الجروح.
- زيادة تدفق الدم إلى الأنسجة الضامة، يزيد من الخلايا الآكلة.
- يرمم الأنسجة الضامة، وأنسجة الجلد.

5.الاستسقاء الحاد والمزمن
- يسرع من معدل الامتصاص
- يؤثر في نفاذية الأوعية الدموية
- يزيد من تدفق حركة البروتين، وخلايا الدم والسائل اللمفاوي.

6.تدفق الدم المحيطي
- يعزز التدفق الشرياني والوريدي واللمفاوي.

7. سلس البول وسلس البراز
- التأثير على عضلات قاع الحوض للحد من آلام الحوض وتقوية العضلات.

8. التصريف اللمفاوي
- تحفيز الجهاز اللمفاوي للحد من الاستسقاء

## العلاج الكهربي مقابل العلاج اليدوي
تظهر البحوث الحالية أن العلاج اليدوي أكثر فعالية من الكهربائي في علاج وإعادة تأهيل إصابات العظام. مع تحسن الألم، وتحسين مدى الحركة الوظيفية البدنية، والتواصل بين المريض والطبيب. و العلاج اليدوي أكثر فعالية بشكل ملحوظ من العلاج الكهربي في علاج الألم والوظيفة الفيزيائية لمفاصل المرضى الذين يعانون من التهاب المفاصل.